# Miguel Espinha Ferreira
Miguel Augusto Palma Espinha Ferreira (* 20. Juli 1993 in Lissabon) ist ein portugiesischer Handballtorwart.

## Karriere

### Verein
Miguel Espinha Ferreira lernte das Handballspielen bei Benfica Lissabon, wo der Torwart ab 2011 zu ersten Einsätzen in der ersten portugiesischen Liga, der Andebol 1, kam. Nachdem er an die Vereine Passos Manuel und Belenenses Lissabon ausgeliehen worden war, kehrte er 2017 zu Benfica zurück. 2018 gewann er den portugiesischen Pokal und den Supercup. In der Saison 2020/21 stand er beim spanischen Erstligisten Bada Huesca im Tor. Von 2021 bis 2023 lief er für den französischen Erstligisten Cesson-Rennes Métropole HB auf. Ab 2023 spielte er erneut in Spanien, wo er bei Rebi Balonmano Cuenca einen Vertrag bis 2025 erhielt. Nach der Saison 2023/2024 in Spaniens erster Liga wechselte er zum nordmazedonischen Verein RK Vardar Skopje.

### Nationalmannschaft
Espinha Ferreira steht im Aufgebot der portugiesischen Nationalmannschaft für die Weltmeisterschaft 2023.

## Privates
Sein Vater Pedro Espinha Ferreira war portugiesischer Fußballnationaltorwart.